# Penzlin
Penzlin es una ciudad situada en el Distrito de los Lagos de Mecklemburgo, en el estado federado de Mecklemburgo-Pomerania Occidental (Alemania). Tiene una población estimada, a finales de 2020, de 4175 habitantes.
En la ciudad está la sede de la administración de la colectividad municipal (en alemán, amt) de Penzliner Land. 

## Geografía
La ciudad está ubicada al este del parque nacional Müritz, en el Distrito de los Lagos de Mecklenburg (Mecklenburgische Seenplatte), a unos 120 km al norte de Berlín.